# 茶店站
茶店站是贵阳轨道交通3号线的地铁车站，位于中华人民共和国贵州省贵阳市云岩区新添大道与登高坡交叉口，于2023年12月16日开通。

## 车站结构
茶店站沿新添大道东西向设置，为地下二层岛式站台车站，车站长205米，车站地下一层为站厅层，地下二层为站台层。
| 地面              | 出入口 | A、B、C出入口 |
| 地下一层          | 站厅   | 客服中心、自动售票机、验票机                                                                                      |
| 地下二层          | 站台   | \| \| \| █ 3号线往桐木岭（省委党校）（大营坡） \| \| 島式 · 開左邊车门 \| \| \| \| \| \| █ 3号线往洛湾（顺海） \| |
|                   |        | █ 3号线往桐木岭（省委党校）（大营坡）                                                                             |
| 島式 · 開左邊车门 |        | |
|                   |        | █ 3号线往洛湾（顺海）                                                                                             |

## 车站出口
茶店站共有3个出入口，各出口及周围设施如下所示：
| 编号                | 出入口信息                                                                           | 照片 | 无障碍设施 |
| ------------------- | ------------------------------------------------------------------------------------ | ---- | ---------- |
| A · 出口 · （设有） | 新添大道南段，登高坡，贵阳市盛世中学，登高云山森林公园，茶店小学，贵州省机械工业学校 |      |            |
| B · 出口 · （设有） | 新添大道南段，香樟路                                                                 |      |            |
| C · 出口            | 新添大道南段，黔灵镇政府                                                             |      | 不適用     |
| 图例： 设有         |                                                                                      |      |            |

## 接驳交通

### 公交车
- 轨道茶店站：25路，51路，56路，79路，86路，101路，111路，248路，252路，253路，271路，605路，B247路
- 中天花园路口：101路，103路，111路，271路

## 车站历史
本站工程名与正式名均为茶店站，站名来自车站所处的茶店村。
- 2021年5月5日，车站主体结构封顶[3]。
- 2023年12月16日，车站随3号线一期工程通车开通[2]。